# Blepephaeus blairi
Blepephaeus blairi är en skalbaggsart som beskrevs av Stefan von Breuning 1935. Blepephaeus blairi ingår i släktet Blepephaeus och familjen långhorningar.
Artens utbredningsområde är Sri Lanka. Inga underarter finns listade.